# Hubert Krains

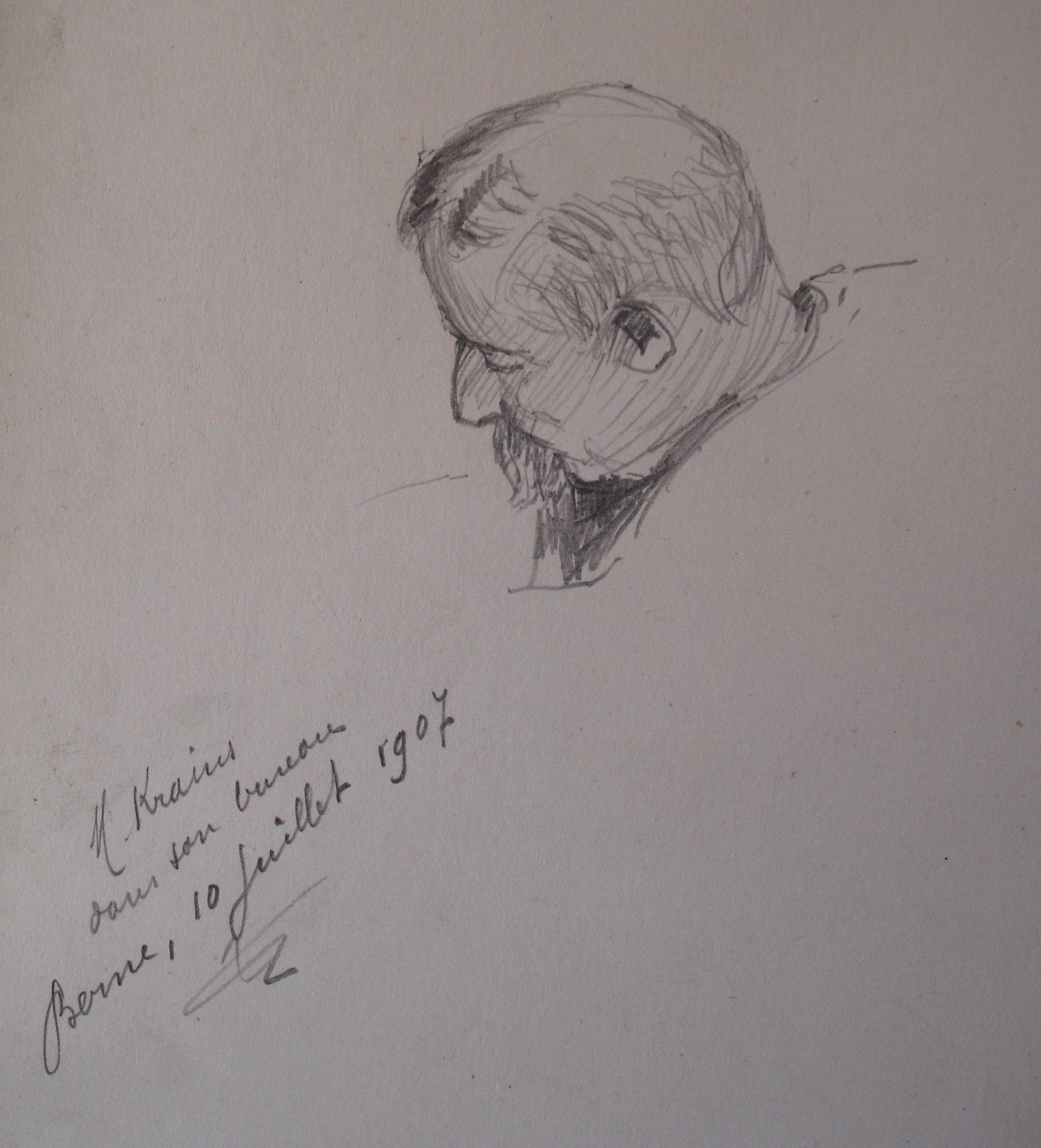
Hubert Krains getekend door Georges-Émile Lebacq.

Hubert Krains (Les Waleffes, 30 november 1862 - Brussel 10 mei 1934) was een Franstalig Belgisch schrijver van dorpsnovellen die zich afspelen in Waals Haspengouw - de streek waar Krains vandaan kwam - en tevens van een roman: Le pain noir (1904).
In 1930 schreef Krains het essay Portraits d'écrivains belges. In 1921 behaalde hij de Driejaarlijkse prijs voor de Franstalige letterkunde met zijn bundel Mes amis. Zijn werk is enorm beïnvloed door Georges Eekhoud. In 1895 is hij - samen met deze Eekhoud -oprichter van Le Coq rouge.
Krains stierf in 1934 in Brussel nadat hij onder een trein was terechtgekomen.
- Bibsys: 90076335
- Bibliothèque nationale de France: cb120256163 (data)
- Digitale Bibliotheek voor de Nederlandse Letteren: krai001
- Gemeinsame Normdatei: 172195454
- International Standard Name Identifier: 0000 0001 1028 8165
- Library of Congress Control Number: n87899856
- Nationale Bibliotheek van Letland: 000077021
- Nationale Bibliotheek van Tsjechië: xx0001071
- Nationale Bibliotheek van Israël: 987007442697405171
- Nederlandse Thesaurus van Auteursnamen: 068406606
- Système universitaire de documentation: 028417097
- Virtual International Authority File: 68943206
- WorldCat: E39PBJdGJKWFfMwG44KvTfPqQq